# Lijst van rijksmonumenten in Den Haag/Bankastraat
Een overzicht van de 15 rijksmonumenten in de stad Den Haag gelegen aan de Bankastraat.
| Object                                                         | Oorspronkelijke functie? | Bouwjaar | Architect      | Locatie          | Coördinaten?                | Nr.?   | Afbeelding        |
| -------------------------------------------------------------- | ------------------------ | -------- | -------------- | ---------------- | --------------------------- | ------ | ----------------- |
| Vrijstaand herenhuis in neo-renaissance stijl                  | Woonhuis                 | 1883     | H. Wesstra jr. | Bankastraat 100  | 52° 5' 36" NB, 4° 18' 8" OL | 475914 | Meer afbeeldingen |
| Herenhuis, aan drie zijden vrijstaand in eclectische bouwstijl | Woonhuis                 | 1888-89  |                | Bankastraat 102  | 52° 5' 37" NB, 4° 18' 8" OL | 475915 | Meer afbeeldingen |
| Herenhuis                                                      | Woonhuis                 | 1888-89  |                | Bankastraat 104  | 52° 5' 37" NB, 4° 18' 8" OL | 475916 | Meer afbeeldingen |
| Herenhuis                                                      | Woonhuis                 | 1888-89  |                | Bankastraat 106  | 52° 5' 37" NB, 4° 18' 8" OL | 475917 | Meer afbeeldingen |
| Herenhuis                                                      | Woonhuis                 | 1888-89  |                | Bankastraat 108A | 52° 5' 37" NB, 4° 18' 7" OL | 475918 | Meer afbeeldingen |
| Herenhuis                                                      | Woonhuis                 | 1888-89  |                | Bankastraat 110  | 52° 5' 38" NB, 4° 18' 7" OL | 475919 | Meer afbeeldingen |
| Herenhuis                                                      | Woonhuis                 | 1888-89  |                | Bankastraat 112  | 52° 5' 38" NB, 4° 18' 7" OL | 475920 | Meer afbeeldingen |
| Herenhuis                                                      | Woonhuis                 | 1888-89  |                | Bankastraat 116  | 52° 5' 38" NB, 4° 18' 7" OL | 475921 | Meer afbeeldingen |
| Herenhuis                                                      | Woonhuis                 | 1888-89  |                | Bankastraat 118  | 52° 5' 38" NB, 4° 18' 7" OL | 475922 | Meer afbeeldingen |
| Herenhuis                                                      | Woonhuis                 | 1888-89  |                | Bankastraat 122  | 52° 5' 38" NB, 4° 18' 6" OL | 475923 | Meer afbeeldingen |
| Herenhuis                                                      | Woonhuis                 | 1888-89  |                | Bankastraat 124  | 52° 5' 39" NB, 4° 18' 6" OL | 475924 | Meer afbeeldingen |
| Herenhuis                                                      | Woonhuis                 | 1888-89  |                | Bankastraat 126  | 52° 5' 39" NB, 4° 18' 6" OL | 475925 | Meer afbeeldingen |
| Herenhuis                                                      | Woonhuis                 | 1888-89  |                | Bankastraat 128  | 52° 5' 39" NB, 4° 18' 6" OL | 475926 | Meer afbeeldingen |
| Herenhuis                                                      | Woonhuis                 | 1888-89  |                | Bankastraat 130  | 52° 5' 39" NB, 4° 18' 6" OL | 475927 | Meer afbeeldingen |
| Herenhuis                                                      | Woonhuis                 | 1888-89  |                | Bankastraat 132  | 52° 5' 39" NB, 4° 18' 5" OL | 475928 | Meer afbeeldingen |